# لورین دان
لورین دان (بعدها دیویس، ۱۲ سپتامبر ۱۹۴۲ – ۱۶ اکتبر ۲۰۰۳) دوندهٔ دوی با سرعت و با مانع پانامایی بود. او در مسابقات ۴ در ۱۰۰ متر امدادی متر در بازی‌های المپیک تابستانی ۱۹۶۰ و ۱۹۶۴ و همچنین ۸۰ متر با مانع در سال ۱۹۶۴ شرکت کرد. دان در ۲۰۰ متر با زمان ۲۴٫۷ ثانیه سوم شد و در ۸۰ متر با مانع در بازی‌های پان آمریکن ۱۹۶۳ چهارم شد.موفقیت بین‌المللی دان زمانی اتفاق افتاد که او در سن ۱۶ سالگی مدال طلا را در دوی ۴ در ۱۰۰ متر امدادی در بازی‌های آمریکای مرکزی و کارائیب در سال ۱۹۵۹ به دست آورد. او همچنین یک مدال نقره در ۸۰ متر با مانع و یک برنز در دوی ۴ در ۱۰۰ متر امدادی در بازی‌های آمریکای مرکزی و کارائیب در سال ۱۹۶۲ کسب کرد.

## زندگی اولیه
دان در پاناماسیتی در خانواده‌ای از ورزشکاران ماهر به دنیا آمد. پدرش قبل از اینکه حسابدار کانال پاناما شود یک وزنه‌بردار رقابتی بود و خاله‌اش جوزفین لوئیس سامپسون بسیاری از رکوردهای کشور را در مسابقات با مانع در اختیار داشت. (این رکوردها بعداً توسط دان شکسته شد).
در سال ۱۹۶۰، دان به همراه هم‌تیمی‌هایش سیلویا هانت، کارلوتا گودن و ژان هولمز میچل، اولین ورزشکاران زنی بودند که به نمایندگی از پاناما در المپیک حضور یافتند. پس از فارغ‌التحصیلی از دبیرستان در سال ۱۹۶۱، مربیِ ویلما رودالف، اد تمپل اسطوره‌ای، به او یک بورس تحصیلی برای آموزش در دانشگاه ایالتی تنسی به او پیشنهاد داد. او برای تایگربلز دانشگاه ایالتی تنسی رقابت کرد و در سال ۱۹۶۵ با مدرک ممتاز از دانشگاه فارغ‌التحصیل شد. تایگربلز در این دوران بر دو و میدانی زنان ایالات متحده تسلط داشت. در واقع، از سال ۱۹۶۰ تا ۱۹۶۸ آنها حتی یک قهرمانی ملی اتحادیه ورزشکاران آماتور را از دست ندادند و تقریباً در تمام دیدارهای تیمی که در آن سال‌ها شرکت کردند، پیروز شدند.
در فوریه ۱۹۶۴، دان به همراه ویومیا تیوس، ویویان براون و ادیت مک‌گوایر در تیم امدادی تایگربلز حضور داشتند که رکورد جهانی ۴۷٫۵ ثانیه را در دوی امدادی ۴۴۰ یارد در بازی‌های میسون-دیکسون در سالن آزادی، لویی‌ویل به ثبت رساندند.

## المپیک و فراتر از آن
در مراسم افتتاحیهٔ بازی‌های المپیک تابستانی ۱۹۶۴، دان پرچمدار پاناما بود.در آخرین سال تحصیلی خود در دانشگاه ایالتی تنسی، دان یکی از اعضای تیم دو و میدانی زنان بود که در مسابقات قهرمانی داخل سالن ملی اتحادیه ورزشکاران آماتور در مدیسون اسکوئر گاردن، شهر نیویورک برنده شد. دان، تیوس، مک‌گوایر و اسی کروس تیم امدادی ۶۴۰ یاردی را تشکیل می‌دادند که پس از دویدن یک زمین مسابقه با رکورد ۱:۱۱٫۵ برندهٔ مسابقه در زمان ۱:۱۱٫۷ شد.
پس از بازنشستگی از دو و میدانی رقابتی، دان در پئوریا مستقر شد و به عنوان حسابدار برای شرکت آبجوسازی پابست و کاترپیلار کار کرد.
در سال ۱۹۷۴، او برای مدت کوتاهی مربی تیم‌های دوی صحرانوردی و دو و میدانی زنان دانشگاه کانزاس بود.
بلافاصله پس از آن، او به شهرستان فیرفکس، ویرجینیا نقل مکان کرد و به عنوان حسابدار برای انجمن ملی وکلای دادگستری مشغول به کار شد. او عضو بخش ویرجینیای شمالی انجمن خدمات دلتا سیگما تتا و رئیس سابق بنیاد آموزشی و خدمات اجتماعی آن بود. دان قبلاً خزانه‌دار کمیته ۱۰۰ کانتی فیرفکس و پی‌تی‌اِی در سطح شهرستان فیرفکس، عضو انجمن مدنی مانور ویلیامزبورگ، اتحادیه ملی شهری، انجمن ملی پیشرفت رنگین‌پوستان، لیگ ویرجینیای شمالی رأی‌دهندگان زن و کلیسای کاتولیک سنت جوزف در الکساندریا بود.
در ۱۳ ژانویه ۲۰۰۰، در بیانیه ای که در روزنامهٔ ال سیگلو منتشر شد، رئیس‌جمهور وقت پاناما، میریا موسکوسو، قدردانی صمیمانهٔ خود را از همه ورزشکاران پانامایی که در طول قرن بیستم تمام تلاش خود را برای افتخار کشور، در سطح ملی و بین‌المللی انجام دادند، ابراز کرد. لورین دان از جمله ورزشکارانی بود که نامشان ذکر شد، همراه با افرادی مانند روبرتو دوران، راد کارو و لوید لا لبیچ.
دان در سال ۲۰۰۳ بر اثر حملهٔ قلبی درگذشت. بازماندگانش شامل شوهرش، جان دیویس از الکساندریا؛ یک دختر، آیشا دیویس از واشینگتن؛ یک پسر، کیلو دیویس از اسکاتسدیل؛ یک خواهر، لیدیا هریس؛ و دو نوهٔ پسر و یک نوهٔ دختر. پیش از او کوچک‌ترین خواهرش، راکل اکتاویا دان، درگذشته بود.